# Beneš-Mráz Be-555 Super Bibi
Beneš-Mráz Be-555 Super Bibi byly československé sportovní dvoumístné dolnoplošníky z konce třicátých let 20. století, které byly vyrobeny ve firmě Beneš-Mráz v Chocni. Letouny byly určeny pro sportovní a turistické létání. 

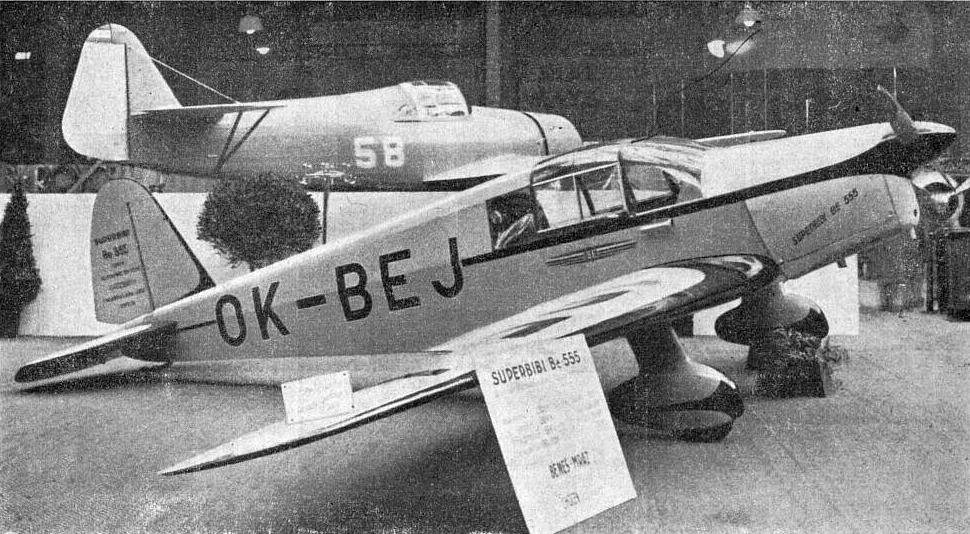
Beneš-Mráz Be-555 Super Bibi v Paříži (1938)

## Vývoj a užití
Jednalo se o poslední předválečný model do řady úspěšných letadel Beneš-Mráz, která byla vyráběna pro sportovní účely, a byl označován za vyvrcholení Benešovy konstrukční práce. Konstrukce ing. Pavla Beneše vycházela ze dvou předchozích typů, z dvousedadlového Be-51 (1936) se sedadly v tandemovém uspořádání a s motorem Walter Minor 4 a z dvousedadlového Be-550 (1936) se sedadly vedle sebe a se slabším motorem Walter Mikron. Ing. Beneš zesílil konstrukci Be-550 a vmontoval do ní silnější motor Minor 4, se kterým měl dobré zkušenosti z Be-51. První prototyp s imatrikulací OK-BEX, která byla letounu přidělena 26.8.1938, byl zalétán 15. května 1938. V září se tento letoun společně s druhým prototypem OK-BEJ zúčastnil letecké soutěže Kolem Malé dohody.
Světovou premiéru si letoun Be-555 (OK-BEJ) odbyl od 25. listopadu 1938 na XVI. mezinárodním aerosalónu v Paříži, kde vzbudil značnou pozornost. Letoun se sedadly vedle sebe byl v roce 1938 svého druhu ojedinělou konstrukcí v celém světovém letectví. Krátce před zahájením výstavy byl letoun přeletěn továrním pilotem Josefem Koukalem z Prahy do Paříže. V den zahájení aerosalonu navštívil stánek francouzský prezident Albert Lebrun (v doprovodu ministra letectví Guye la Chambra) a se zájmem si vyslechli výklad zástupce továrny Beneš-Mráz, tajemníka Sirotka.
Celkem bylo v letech 1938-1941 vyrobeno 12 letounů, z nichž valná část byla prodána a provozována na Slovensku. 
Ing. Pavel Beneš měl připraveny další projekty (Be-352, Be-520, Be-580), ale krátce po okupaci Československa z firmy odešel a projekty zůstaly nedokončeny. Ing. Jaroslav Mráz na přelomu let 1939/40 přejmenoval firmu na Ing. J. Mráz, továrna na letadla (Ing. J. Mráz, Flugzeugfabrik). V průběhu II. světové války byla otevřena pobočka této firmy ve slovenské Nitře. Během války továrna vyráběla letouny původní konstrukce Zobor I a německé Fieseler Fi 156 “Storch” (po válce Mráz K-65 Čáp) a cvičný kluzák DFS Kranich II pro německou Luftwaffe.  

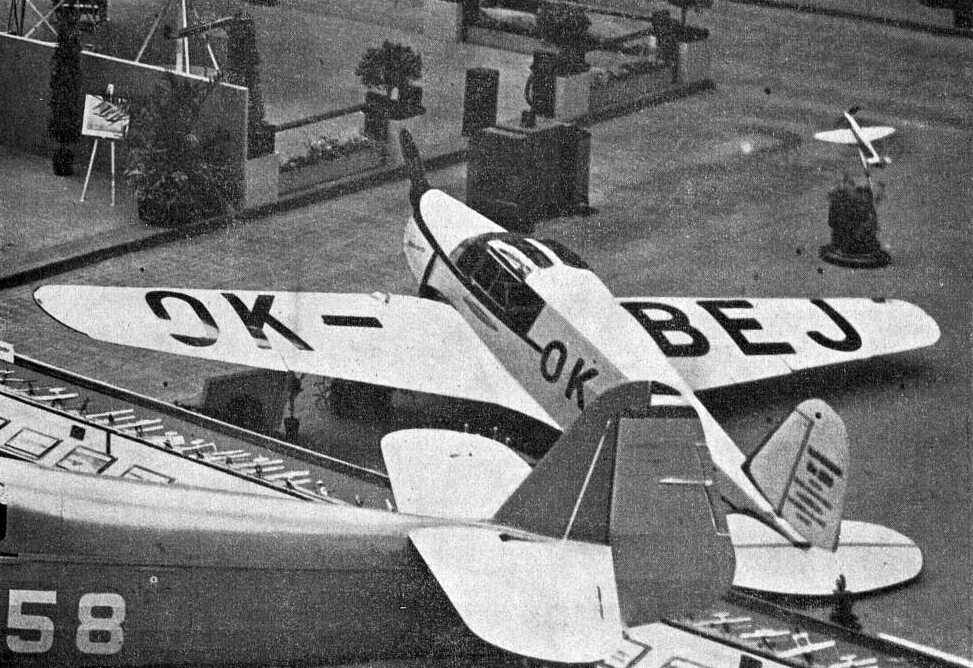
Beneš-Mráz Be-555 Super Bibi na aerosalonu v Paříži (1938)

## Popis letounu
Za přednost tohoto typu byla označována maximální rychlost letounu (až 240 km/h), ale i malá přistávací rychlost (70 km/h), vybavení kokpitu, dolet mezi 1150-1550 km a dobré letové vlastnosti.
Letadlo Be-555 Super Bibi byl celodřevěný, dolnokřídlý samonosný jednoplošník. Podvozek, motorové lože a ovládání byly vyrobeny z ocelových trubek. Křídlo se dvěma skříňovými nosníky bylo složeno ze tří částí, střední část byla vetknuta do spodní části trupu a obě vnější části byly demontovatelné. Křídlo a celý trup měly dýhovaný potah. Kokpit pro 2 osoby sedící vedle sebe byl umístěn téměř v těžišti letounu. Řízení bylo jednou rozvidlenou pákou a zdvojenými pedály. Za dvojsedadlem byl dostatečný prostor pro zavazadla.
Letoun byl osazen vzduchem chlazeným, pístovým, invertním, řadovým čtyřválcem Walter Minor 4 o výkonu 85 k (62,5 kW)-95 k (69,9 kW). Benzínové nádrže byly v letounu tři, dvě v nástavcích křídla a třetí v trupu. Celkový objem nádrží byl 127 litrů paliva.

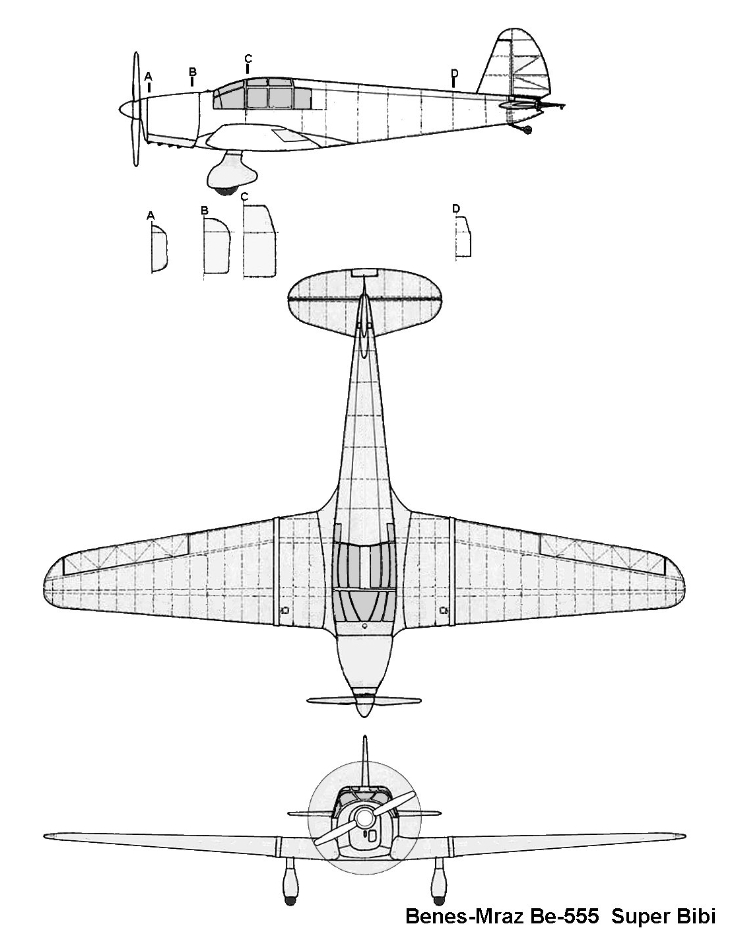
Beneš-Mráz Be-555 Super Bibi (3-D skica)

## Operační nasazení
Od srpna 1938 byla letadla dodávána jednotlivým aeroklubům Aeroklubu RČs. prostřednictvím Ministerstva veřejných prací, některá zůstala v majetku továrny Beneš-Mráz. Jak již bylo zmíněno, dva letouny se účastnily I. ročníku závodu turistických letadel Kolem Malé dohody (Praha - Zlín - Bukurešť - Bělehrad - Arad - Praha), který se uskutečnil na přelomu srpna a září 1938.
Posádky ing. Zdeněk Svoboda - ing. Stanislav Konečný z Aeroklubu Č. Budějovice (OK-BEX, st. č. 45) a Miroslav Plecitý - Vincenc Hodek z Aeroklubu RČs. (OK-BEJ, st. č. 46) ve své kategorii (IIA) obsadily 3. a 9. místo. Tento nepříliš výrazný výkon byl přičítán spíše nezkušenosti pilotů s novým strojem nežli jeho vlastnostem a schopnostem. Z choceňské továrny Beneš-Mráz se tohoto závodu účastnilo 5 typů letounů. Mimo dvou nových Be-555 to byly léty osvědčené stroje Be-50, Be-51, Be-150 a Be-550 (všechny s motory Walter). Celkem se této soutěže zúčastnilo 21 typů letounů a 9 z nich bylo osazeno 5 typy motorů Walter (NZR 120, Junior, Mikron II, Minor 4 a Major 4).
V srpnu 1939 byla prodána na Slovensko sada po čtyřech kusech, které pak létaly ve Slovenském leteckém sboru s československými imatrikulacemi OK. V roce 1941 to byla další sada 4 letounů. Na Slovensko se pak dostaly ještě další 2 stroje. Letouny využívalo i slovenské vojenské letectvo při kurýrní službě.
Za války amatérský letec, akademický sochař V. Ihriský vytvořil na tomto letounu slovenský výškový rekord, když vystoupal do výšky 5200 m.

## Uživatelé
- Československo
  - Aeroklub Republiky Československé
  - Beneš-Mráz
- Slovensko
  - Slovenský letecký sbor
  - Slovenské vzdušné zbraně

## Specifikace
Údaje podle

### Technické údaje
- Osádka: 2
- Rozpětí: 10,00 m
- Délka: 7,34 m
- Výška: 1,88 m
- Nosná plocha: 12 m²
- Hmotnost prázdného stroje: 415 kg
- Vzletová hmotnost: 700 kg
- Plošné zatížení: 58,3 kg/m²
- Pohonná jednotka: invertní řadový vzduchem chlazený čtyřválec Walter Minor 4
- Vrtule: dvoulistá, dřevěná, okovaná

### Výkony
- Maximální rychlost: 225 km/h
- Cestovní rychlost: 200 km/h
- Přistávací rychlost: 70 km/h
- Čas výstupu do 1000 m: 6:30 min.
- Praktický dostup: 5200 m
- Teoretický dostup: 5400 m
- Dolet: 1100 km